# Disophrini
Disophrini es una tribu de himenópteros apócritos de los bracónidos. Los géneros incluidos en esta tribu incluyen:

## Géneros
- Coccygidium Saussure, 1892
- Coronagathis van Achterberg & Long, 2010
- Disophrys Forster, 1862
- Euagathis Szepligeti, 1900
- Gyrochus Enderlein, 1920
- Hemichoma Enderlein, 1920
- Hypsostypos Baltazar, 1963
- Liopisa Enderlein, 1920
- Macroagathis Szepligeti, 1908
- Marjoriella Sharkey, 1983
- Monophrys van Achterberg, 1988
- Oreba Cameron, 1900
- Pelmagathis Enderlein, 1920
- Protroticus van Achterberg, 1988
- Troticus Brulle, 1846
- Zelodia van Achterberg, 2010
- Zelomorpha Ashmead, 1900